# Isparta Atatürk Stadium
El Isparta Atatürk Stadium (en turco: Isparta Atatürk Şehir Stadyumu) es un estadio multiusos ubicado en la ciudad de Isparta y que actualmente es la sede de los equipos Ispartaspor, Emrespor e Isparta 32 SK.

## Historia
Fue inaugurado en 1950, tiene una capacidad de 4.345 espectadores, debajo de la tribuna cubierta se encuentran secciones como una sala de entrenamiento de halterofilia e instalaciones sociales. La parte inferior de la tribuna cubierta adicional fue dotada con los recursos de la Dirección Provincial de Juventud y Deportes, y la parte exterior se abrió como club de atletas, y la parte exterior se abrió como jardín de té. Se ha iluminado y puesto en servicio una minicancha de baloncesto con suelo de tartán en el lateral del jardín de té. Además, con recursos de la Dirección Provincial de Juventud y Deportes se organizaron los tramos libres bajo la tribuna cerrada y se inauguró un gimnasio. En 1998, se cubrió el césped del campo exterior (campo de fútbol Ali Göral) con recursos de la Dirección Provincial.
Fue utilizado por el Antalyaspor en la Copa Intertoto de la UEFA 1996.